# Staatsarchiv Amberg
Das Staatsarchiv Amberg ist das für den Regierungsbezirk Oberpfalz zuständige bayerische Staatsarchiv.

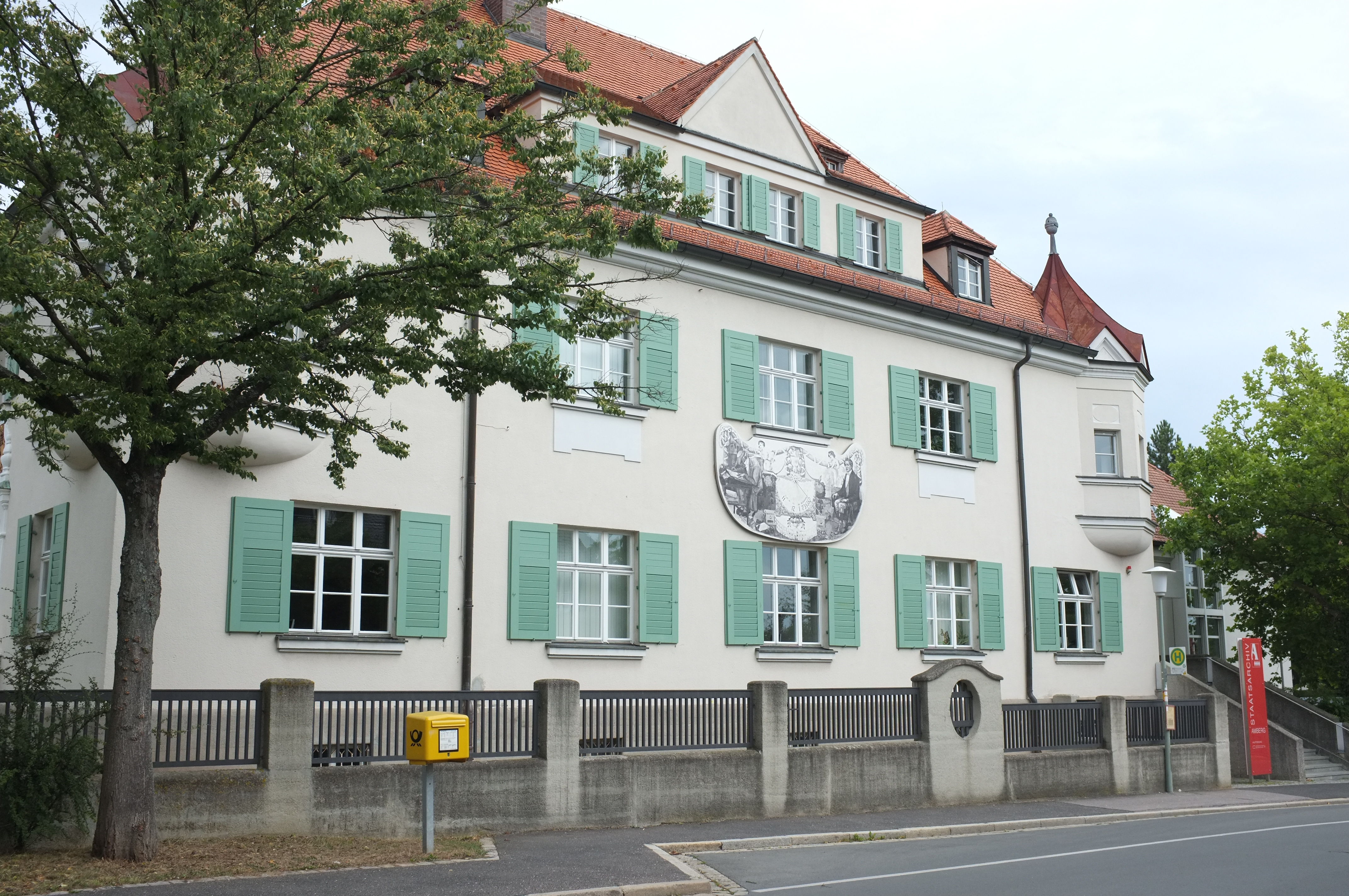
Staatsarchiv Amberg (2012)

## Bestände
Die Bestände des Staatsarchivs in der Archivstraße 3 in Amberg umfassen:
- das Fürstentum der Oberen Pfalz einschließlich der darin gelegenen Klöster
- die Landgrafschaft Leuchtenberg
- das Herzogtum Pfalz-Sulzbach
- die im Regierungsbezirk Oberpfalz gelegenen reichsunmittelbaren Herrschaften
- die pfalz-neuburgischen Ämter, Herrschaften und Hofmarken auf dem Nordgau
- Staatliche Mittel- und Unterbehörden sowie Gerichte im Regierungsbezirk Oberpfalz ab Anfang des 19. Jahrhunderts.

Für die Reichsstadt Regensburg und die darin gelegenen Stifte und Klöster ist das Bayerische Hauptstaatsarchiv zuständig.
Der Umfang beträgt rund 24.700 lfm mit ca. 3,02 Millionen Archivalieneinheiten (Stand: 31. Dezember 2013).